# 330 Adalberta
A 330 Adalberta (ideiglenes jelöléssel A910 CB) a Naprendszer kisbolygóövében található aszteroida. Maximilian Franz Joseph Cornelius Wolf fedezte fel 1910. február 2-án. 1982-ben tisztázódott, hogy Wolf ezt a nevet egy tévesen azonosított objektumnak adta (1892 X), amely nem kisbolygó volt, és a nevet a szintén általa felfedezett objektumnak adták át (ezért az „A” az ideiglenes jelölés elején).